# Glaciar Upsala
El glaciar Upsala es un glaciar de la Patagonia que desagua en el lago Argentino y tiene sus fuentes en la vertiente oriental del campo de hielo Patagónico Sur. El glaciar se encuentra en territorio del parque nacional Bernardo O'Higgins en Chile en la región de Magallanes y Antártica Chilena y en el parque nacional Los Glaciares en la provincia de Santa Cruz de Argentina. 

## Ubicación
Las fuentes de la vertiente norte que desciende del campo de hielo se encuentran en la zona limítrofe no demarcada afectada por el litigio del Campo de Hielo Patagónico Sur entre Argentina y Chile, que ambos países consideran parte de su territorio. En los mapas oficiales chilenos el sector norte del glaciar queda comprendido en el sector rectangular dibujado en el anexo II del Acuerdo para precisar el recorrido del límite desde el Monte Fitz Roy hasta el Cerro Daudet de 1998, que corresponde a las coordenadas extremas del área no demarcada.

## Descripción
El Upsala es un gran glaciar que cubre un valle compuesto, alimentado por varios glaciares, en el parque nacional Los Glaciares. Fue bautizado en 1908 por el geólogo sueco Klaus August Jacobson. El nombre del glaciar fue dado en honor a la Universidad de Upsala, donde había realizado sus estudios y que patrocinó en 1908 el primer estudio glaciológico de la región.
Según las mediciones realizadas en mayo de 2011, sus campos de hielo cubren una extensión de aproximadamente 765 km². El glaciar posee una longitud de aproximadamente 53,7 km (siendo el tercero más largo de Sudamérica, tras el Pío XI y glaciar Viedma), un ancho de 13 km, y sus paredes alcanzan la altura de 40 metros en promedio. Su parte superior es tan llana, que fue elegido por el Comando Antártico del Ejército Argentino como zona de entrenamiento para sus dotaciones destinadas en la Antártida.
Fluye desde el campo de hielo Patagónico Sur, el cual también da origen al glaciar Perito Moreno que se encuentra en la misma área, hasta el lago Argentino.

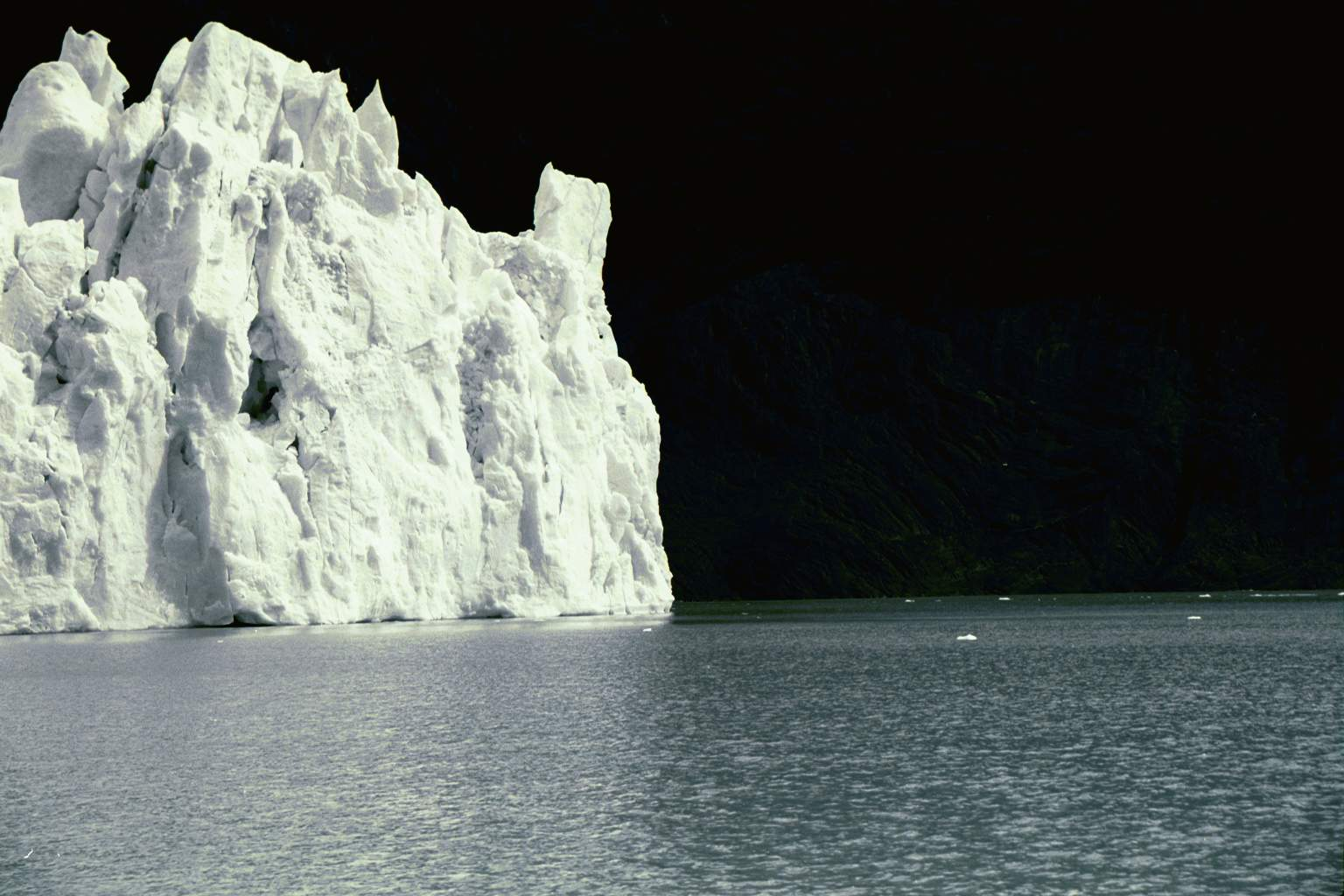
Desprendimiento de hielo en el glaciar Upsala.

El glaciar Upsala se encuentra en retroceso, lo cual podría ser una evidencia de ciclos climáticos y geológicos explicados por la Teoría de Milankovitch o de calentamiento global. En 2024, un estudio sobre los campos de hielo patagónicos determinó que la profundización del lecho del glaciar alcanza casi 20 km tierra adentro, lo que se configura como una situación potencialmente susceptible a un futuro retroceso.

## Población, economía y ecología

### Turismo

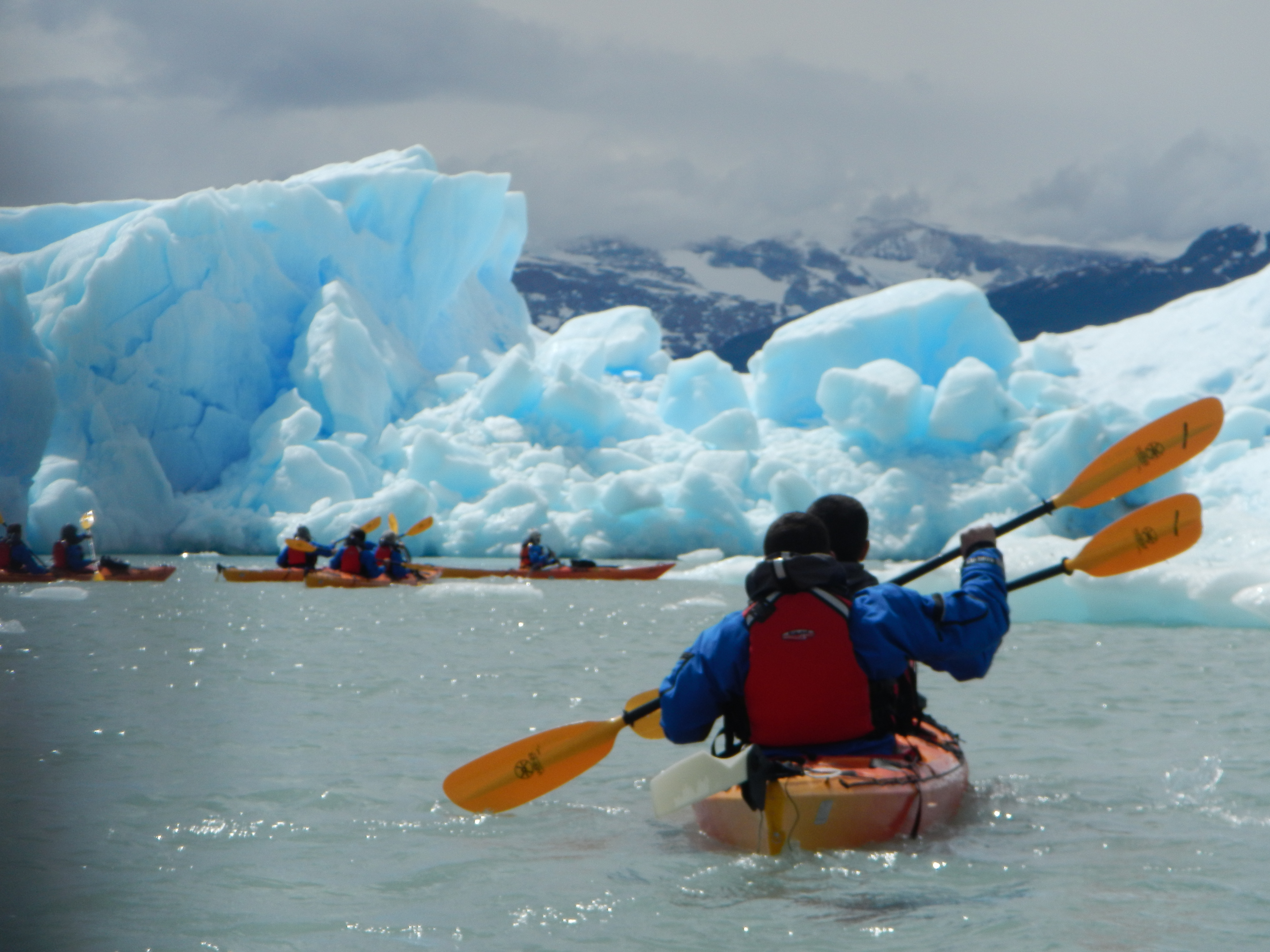
Kayak en el Glaciar Upsala.

Existen dos concesionarias del parque nacional de los Glaciares, para visitar en barco el glaciar Upsala con salida desde Punta Bandera. Desde 2011 es posible recorrer en kayak, rodeado de témpanos azulados, el Brazo Upsala en una experiencia única en todo el cono sur.